# Malayotyphlops kraalii
Espèce
Synonymes
- Typhlops kraalii Doria, 1874
- Typhlops kraali Doria, 1874
- Malayotyphlops kraali (Doria, 1874)

Malayotyphlops kraalii est une espèce de serpents de la famille des Typhlopidae.

## Répartition
Cette espèce est endémique des Moluques en Indonésie. Elle se rencontre dans les îles de Céram et des Kai.

## Étymologie
Cette espèce est nommée en l'honneur du capitaine Paul François Kraal (1836–1889).

## Publication originale
- Doria, 1875 "1874" : Enumerazione dei rettili raccolti dal Dott. O. Beccari in Amboina, alle Isole Aru ed alle Isole Kei durante gli Anni 1872-73. Annali del Museo Civico di Storia Naturale di Genova, vol. 6, p. 325-357 (texte intégral).